# Isopeda parnabyi
Isopeda parnabyi là một loài nhện trong họ Sparassidae.
Loài này thuộc chi Isopeda. Isopeda parnabyi được Arthur Stanley Hirst miêu tả năm 1992.